# Broyes (Marne)
Broyes település Franciaországban, Marne megyében. Lakosainak száma 341 fő (2022. január 1.). Broyes Mondement-Montgivroux, Allemant, Lachy, Péas, Sézanne és La Villeneuve-lès-Charleville községekkel határos.

## Népesség
A település népességének változása:
| Lakosok száma | 487  | 463  | 436  | 385  | 367  | 364  | 361  | 357  | 351  | 341  |
|               | 1968 | 1982 | 1990 | 2006 | 2013 | 2015 | 2017 | 2019 | 2020 | 2022 |